# Издајник (албум Индире Радић)
Издајник је шести студијски албум српске певачице Индире Радић. Издат је за продукцијску кућу Зам 1997. године. Најпопуларније песме на албуму биле су Осветница и Гром.

## Песме
На албуму се налазе следеће песме: